# キッス・イン・ザ・ダーク (カクテル)
キッス・イン・ザ・ダーク（キス・イン・ザ・ダーク）とは、ショートドリンクに分類される、カクテルの1つである。マティーニに、チェリー・ブランデーを加えたカクテルとして知られる。このカクテルが、いつ頃からあったのかは不明だが、古くから存在するカクテルとしても知られている

。

## 標準的なレシピ
- ドライ・ジン ： ドライ・ベルモット ： チェリー・ブランデー ＝ 1：1：1

### 作り方
ドライ・ジン、ドライ・ベルモット、チェリー・ブランデーを、ミキシング・グラスでステアして、カクテル・グラス（容量75〜90ml程度）に注げば完成である。

### 備考
シェークして作る例

も見られる。